# Crambidia suffusa
Crambidia suffusa är en fjärilsart som beskrevs av Barnes och Mcdunnough 1912. Crambidia suffusa ingår i släktet Crambidia och familjen björnspinnare. Inga underarter finns listade i Catalogue of Life.